# Venturia oblongata
Venturia oblongata là một loài tò vò trong họ Ichneumonidae.